# Alfred Errera
Jacques Alfred Joseph Harald Errera (Brussel, 24 juni 1886 - Ukkel, 18 september 1960) was een Belgisch mathematicus en hoogleraar aan de Université libre de Bruxelles (ULB).

## Levensloop
Alfred was een zoon van Léo Errera en Rose May.
Hij promoveerde aan de ULB als doctor (1909) en als 'speciaal' doctor (1920) in de natuurkunde en de wiskunde. Hij studeerde verder aan de universiteit van Göttingen.
Hij nam als officier deel aan de Eerste Wereldoorlog en werkte aan de positiebepaling van vijandelijke artillerie op basis van het geregistreerde geluid.
Van 1921 tot 1938 was hij docent aan de Militaire School, waar hij zijn bevindingen over de plaatsbepaling van artillerie doceerde.
Vanaf 1926 en tot in 1958 was hij hoogleraar aan de Université libre de Bruxelles. Zijn cursussen behandelden de hogere analytica, de theorieën van de verzameling en de axiomatisering.
Hij werd gastprofessor aan de universiteit van Stanford (Californië) en werd in 1937 eredoctor aan de universiteit van Bordeaux. Hij was lid van verschillende verenigingen van mathematici.
Op maatschappelijk vlak varieerde hij in opinies:
- Na de Eerste Wereldoorlog steunde hij de beweging gesticht door de Antwerpse advocaat en zionist Léon Kubowitzki voor de boycot van Duitse producten.
- Tijdens het Interbellum betoonde hij sympathie voor de autoritaire regimes in Italië, Spanje en Portugal. Toen in 1935 de Volkenbond sancties uitvaardigde tegen Italië, nam hij ontslag uit de Belgische Liga van de Volkenbond.
- Tegelijk nam hij scherp stelling tegen het antisemitisme in Duitsland.
- Van 1937 tot 1940 was hij ondervoorzitter van het door Max Gottschalk opgerichte Foyer Israélite.

In 1939 nam Errera weer dienst in het Belgisch leger en nam deel, met de graad van kapitein-commandant, aan de Achttiendaagse Veldtocht. Hij ontsnapte aan krijgsgevangenschap en trad toe tot het Belgisch Verzet. Hij werd binnen het Geheim Leger een actieve inlichtingsagent. In de herfst van 1943 werd hij door de Gestapo gezocht, maar slaagde er in om tot aan de Bevrijding in de clandestiniteit te blijven.
Hij hernam zijn cursussen aan de ULB, tot aan het emeritaat.

## Publicatie
- La Belgique devant l'Allemagne antisémite, 1935.